# Back to the Woods
Back to the Woods é um filme de curta metragem estadunidense de 1937, dirigido por Preston Black. É o 23º de um total de 190 filmes da série com os Três Patetas produzida pela Columbia Pictures entre 1934 e 1959.
Gravado de 2 a 6 de março de 1937, é o último filme da série dirigido por "Preston Black", pseudônimo de Jack White, irmão mais velho do produtor e diretor Jules White.

## Enredo
Na Inglaterra Medieval (chamada de "alegre e jocosa Inglaterra"), os Três Patetas são levados a um tribunal após brigarem com a guarda real ao dizerem-se descendentes dos Três Mosqueteiros. O juiz os condena a 50 anos de prisão, depois mudado para 55 após Curly incitar o juiz imitando um leiloeiro ("Eu tenho 50, quem dá mais?"). Contudo, o juiz é convencido a mudar a pena pois 55 anos seria muito tempo para alimentá-los na prisão. O trio então é expatriado e enviado às colônias britânicas da América.
Na América, os Patetas conhecem três mulheres e após um rápido flerte e de uma dança atrapalhada com elas, descobrem que são filhas do governador. Ele está negociando com os índios mas a conversa fracassa e os nativos negam a permissão para a caça e pesca em suas terras. Os Patetas resolvem ajudar os colonos e limparem seus nomes e partem para uma caçada clandestina. Eles entram na floresta de Plymouth (Massachusetts) e se "disfarçam" (tiram os chapéus de puritanos e colocam uns de peles sendo que o de Curly é de pele de gambá). Em um tiro acidental Curly acerta um peru selvagem e isso atrai os índios. Ao verem penas atrás das rochas, os Patetas pensam que são mais perus e disparam, chamuscando a cabeça dos índios. É iniciada uma luta confusa. Os Patetas arruinaram seus mosquetes então usam um galho como catapulta e arremessam várias coisas nos índios, tais como abacaxi, peixe e uma colméia de abelhas. Larry acaba ficando prisioneiro e Moe e Curly voltam e desmaiam os índios, disfarçados com as roupas deles. Mas Curly, ao tentar pegar água para reanimar o amigo desacordado, tropeça e derruba o líquido nos nativos, que ficam despertos e reiniciam a perseguição. O trio finalmente escapa ao pegar uma canoa e fugir.